# Усы щёточкой
Усы щёточкой — стиль усов шириной 1-5 см прямоугольной формы по центру верхней губы. Названы по сходству с ворсом/щетиной зубных щеток.
Впервые такой вид усов стал популярным в США в конце XIX века, распространившись затем в Германии и других странах, включая СССР. Были популярны у военных, так как не требовали особого ухода за ними, однако распространились и в других слоях населения.
После Второй мировой войны популярность этого стиля усов упала из-за ассоциации их с Адольфом Гитлером, однако известные политические и государственные деятели, носившие такие усы, были и остаются во всех странах мира.

Носители усов щеточкой разных стран
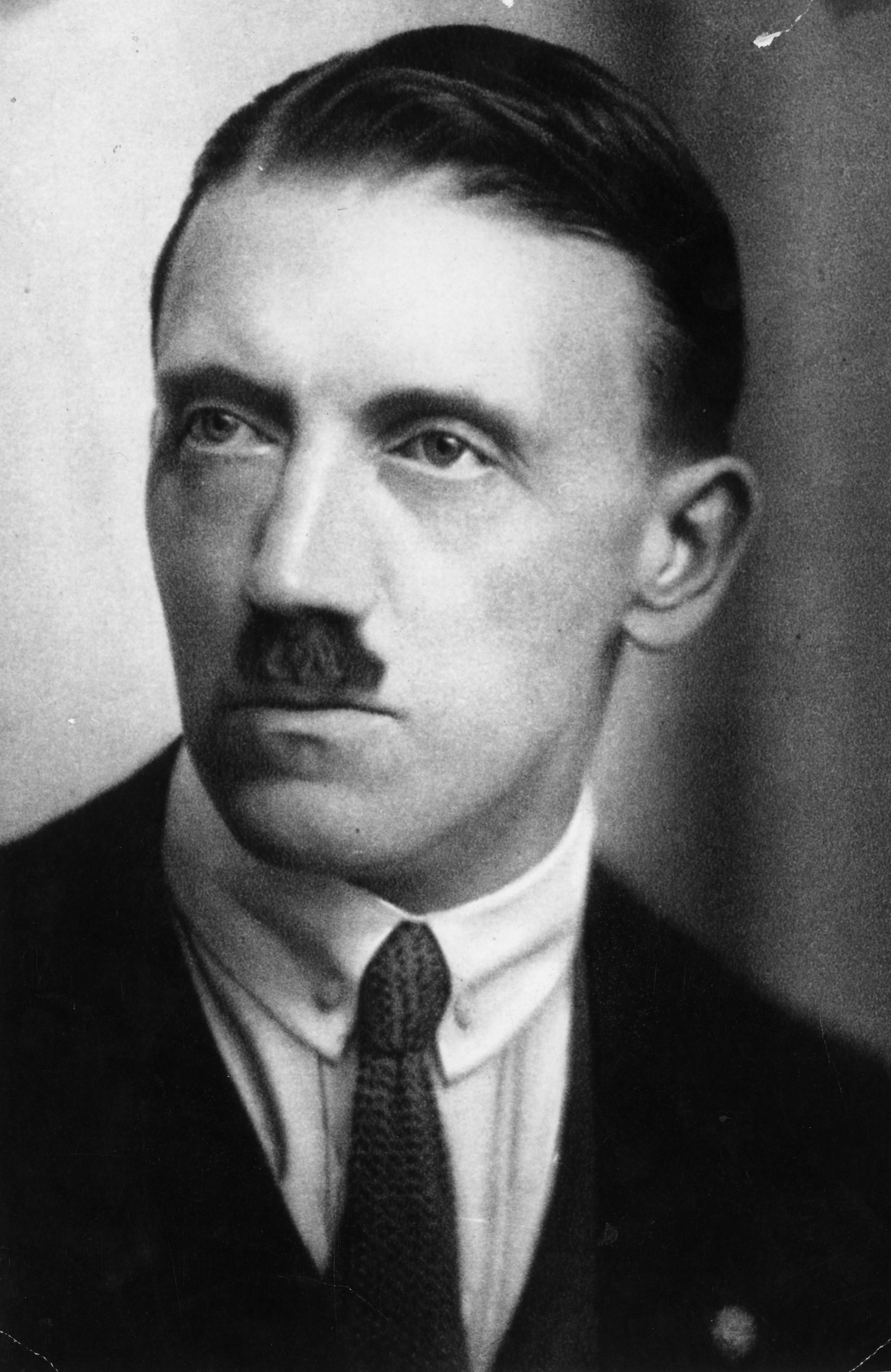
Адольф Гитлер, Германия
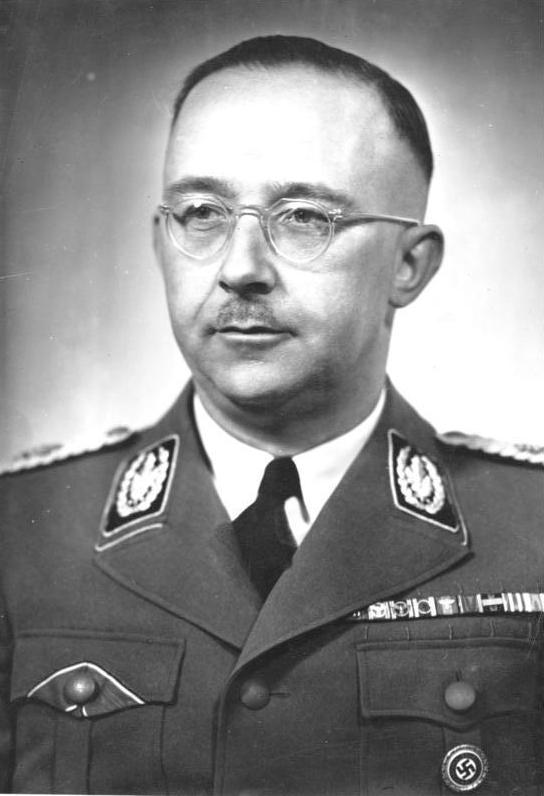
Генрих Гиммлер, Германия
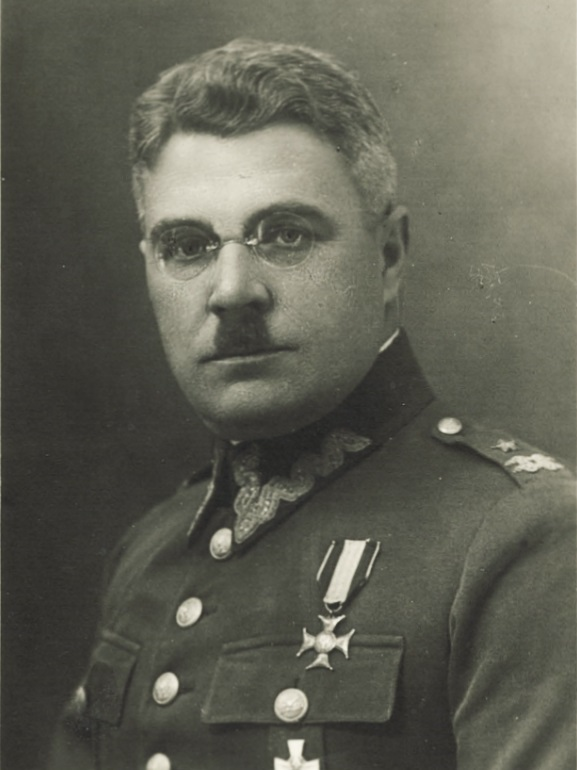
Борис Фурнье, Польша
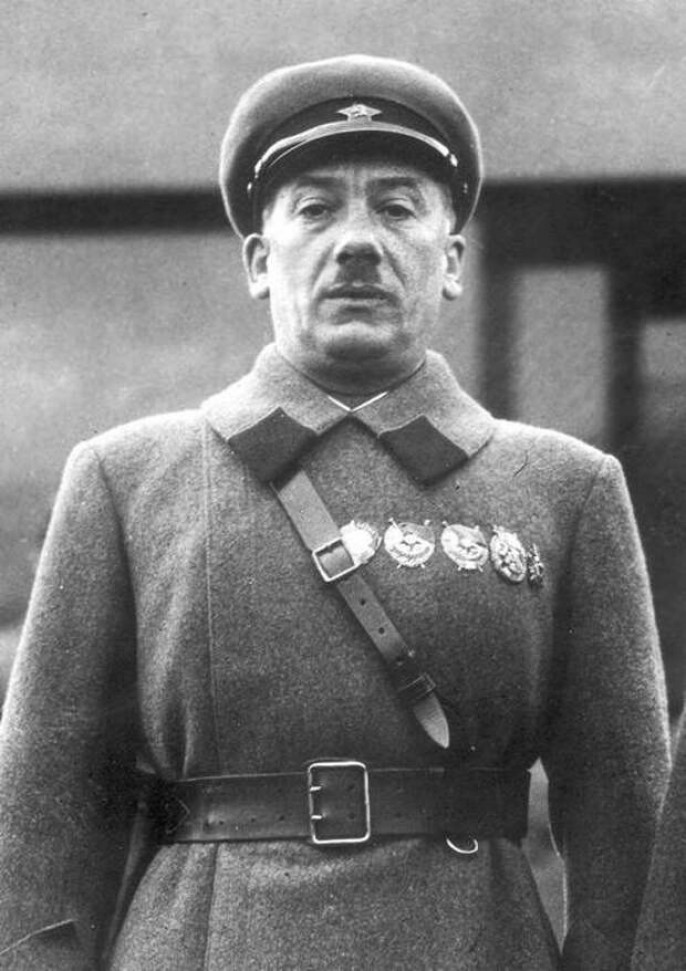
Генрих Ягода, СССР
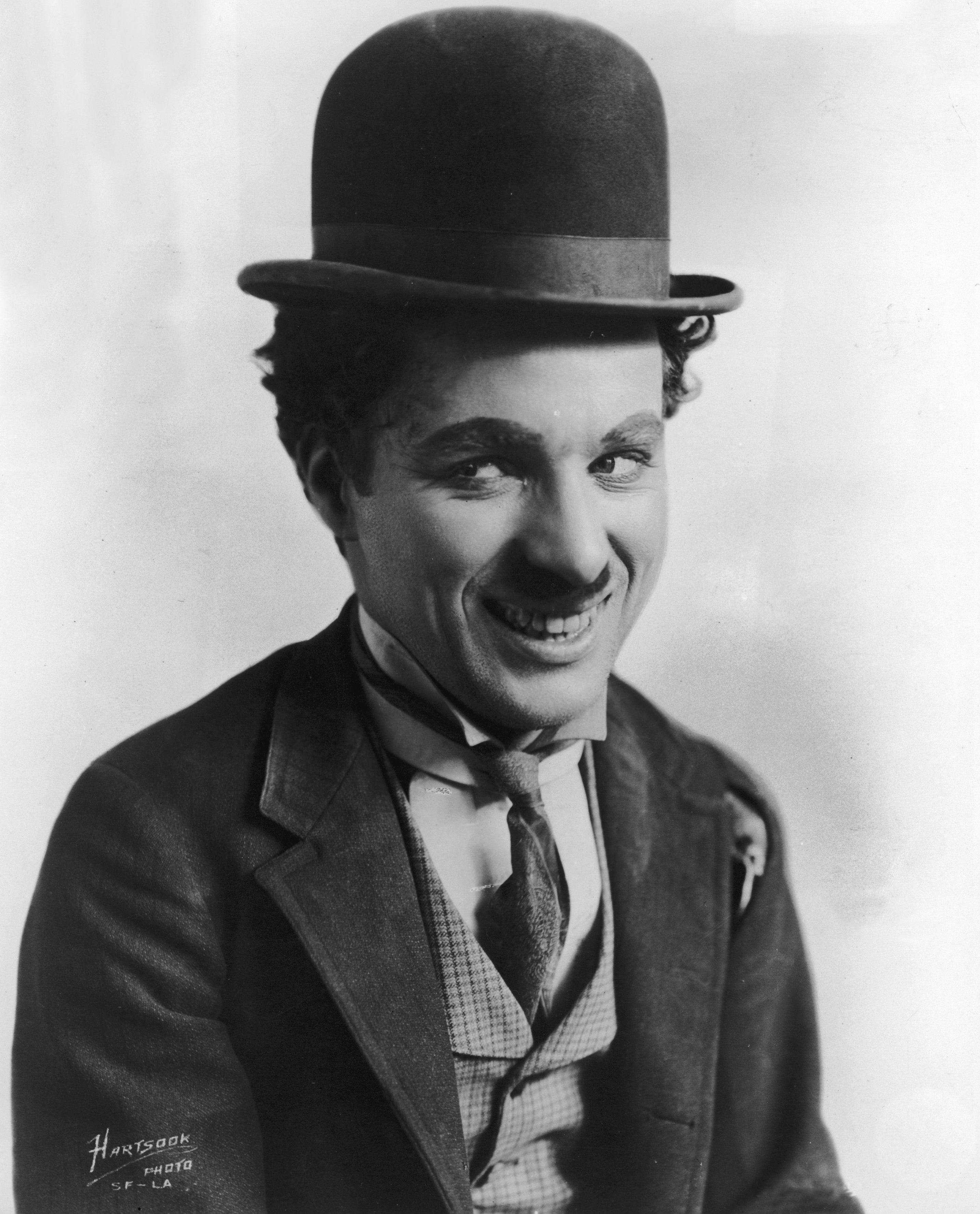
Чарли Чаплин, США
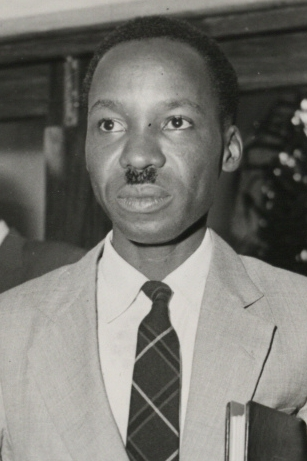
Джулиус Ньерере, Танзания
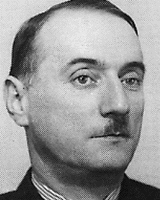
Марсель Пиле-Гола, Франция
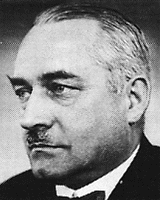
Герман Обрехт, Швейцария
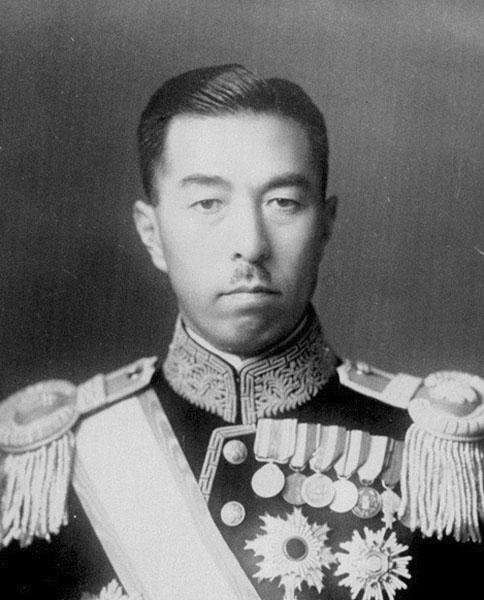
Фумимаро Коноэ, Япония